# Кришан (Хунедоара)
Кришан (рум. Crișan) насеље је у Румунији у округу Хунедоара у општини Рибица. Oпштина се налази на надморској висини од 290 m.

## Становништво
Према подацима из 2002. године у насељу је живело 517 становника, од којих су сви румунске националности.